# Albert Beaucamp
Albert Beaucamp, né le 13 mai 1921 à Rouen où il est mort le 22 septembre 1967, est un chef d'orchestre et compositeur français.

## Biographie
Fils d’Henri Beaucamp, titulaire des orgues de la cathédrale de Rouen, il fut élève à la Maîtrise Saint-Evode de la cathédrale de Rouen. Il étudia l'orgue avec son père, puis avec Marcel Dupré. Ses maîtres furent ensuite Lazare Lévy pour le piano, Henri Challan et Paule Lantier pour l’harmonie et le contrepoint, ainsi que Jean et Noël Gallon dans ces mêmes disciplines. Henri Büsser fut son professeur pour la composition et Eugène Bigot l’initia à la direction d’orchestre.
Albert Beaucamp a été, à 24 ans, le plus jeune des directeurs de conservatoire. Il a fondé le conservatoire de Rouen et a organisé des concerts qui firent de Rouen un centre musical de premier ordre. Sa plus belle réalisation fut la création de l'Orchestre de chambre de Rouen, qui prit rapidement place parmi les formations internationales les plus réputées. À Paris comme en province, les meilleurs critiques saluèrent la qualité de cet ensemble.
Plusieurs enregistrements, dont un ayant reçu le Grand prix national du disque, consacrèrent définitivement cette phalange d’élite.
Comme compositeur, il a relativement peu produit. Citons tout de même Jeanne et les juges musique de scène pour la pièce de Thierry Maulnier, de solides Variations pour piano et diverses pièces instrumentales. Il apporta également une contribution importante dans le domaine pédagogique.
Il a été pendant plus de dix ans président de l’Association générale des directeurs de conservatoires.
Musicien accompli, esprit clair et délié, Albert Beaucamp a été un grand pionnier de la décentralisation culturelle en France.
Il repose au cimetière monumental de Rouen (carré R2-1).